# La Tour Eiffel en otage
Pour plus de détails, voir Fiche technique et Distribution.
La Tour Eiffel en otage (titre original : The Hostage Tower) est un téléfilm américain réalisé par Claudio Guzmán (es), sorti en 1980 à la télévision aux États-Unis, et sorti en salles en Europe.

## Synopsis
Un malfaiteur a décidé de prendre la Tour Eiffel en otage, et il exige une rançon en menaçant de la faire sauter. La mère du président des États-Unis se trouve parmi les otages. Les accès à la tour sont protégés par de puissants lasers.

## Fiche technique
- Titre original : The Hostage Tower
- Réalisation : Claudio Guzmán (en)
- Scénario : Robert Carrington d'après un roman de John Denis, basé sur une idée d'Alistair MacLean
- Production :  Jerry Leider Productions
- Musique : John Scott
- Image : Jean Boffety
- Montage : Marie-Thérèse Boiché, Ronald J. Fagan
- Coordinateur des combats et des cascades : Claude Carliez et son équipe
- Durée : 95 minutes[1]
- Dates de sortie :
  -  États-Unis : 13 mai 1980 (télévision)
  -  Norvège : 19 septembre 1980 (en salles)
  -  Finlande : 26 septembre 1980 (en salles)
  -  France : 7 janvier 1981 (en salles)

## Distribution
- Peter Fonda :  Mike Graham
- Douglas Fairbanks Jr. : Malcolm Philpott
- Maud Adams : Sabrina Carver
- Billy Dee Williams : Clarence Whitlock
- Keir Dullea : Mr Smith
- Britt Ekland : Leah
- Rachel Roberts : Sonya Kolchinski
- Celia Johnson : Mrs Wheeler

## Production
La société de production a loué la Tour Eiffel pour un montant de 2 500 $ par jour pour la durée du tournage. De nombreuses scènes ont été réalisées sur le toit du restaurant du 2e étage.